# Dione (mitologia)

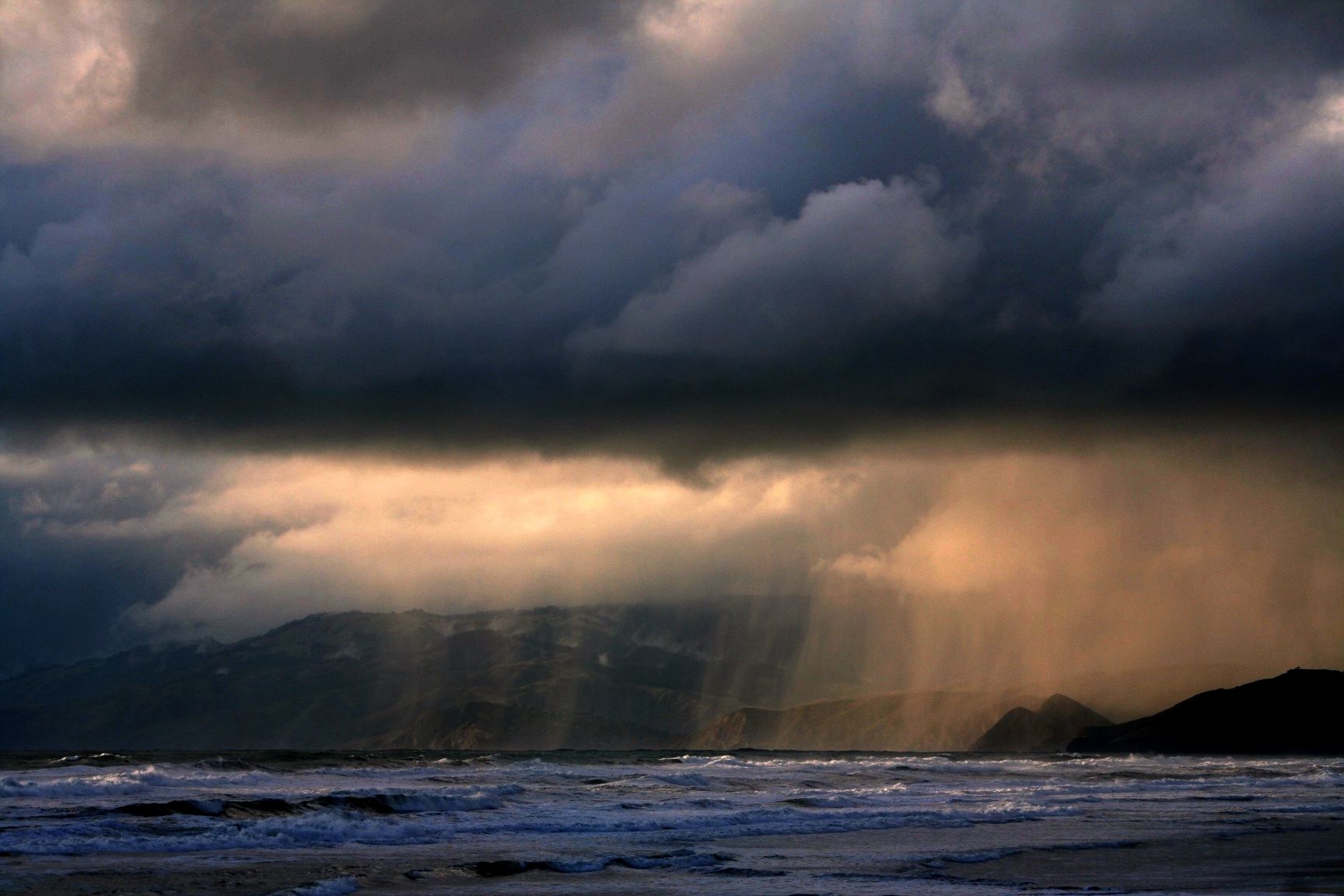
Dione era una nimfa portadora de pluja

Dione era una de les nimfes anomenades híades o portadores de pluja, filla d'Atlas i d'una oceànide que podria ser Plèione o Etra. Es va casar amb el rei frigi Tàntal, li va donar dos fills (Pèlops i Broteas) i una filla (Níobe).
Entre les 50 nimfes de la Mediterrània anomenades nereides hi havia una Dione que, com les altres, era filla de Nereu i Doris.